# Leben oder so ähnlich
Leben oder so ähnlich ist eine amerikanische romantische Filmkomödie aus dem Jahr 2002 von Stephen Herek.

## Handlung
Lanie Kerrigan ist glücklich, denn ihr Leben ist perfekt, denkt sie zumindest. Sie lebt in einem tollen Apartment, ist Fernsehreporterin für einen Lokalsender in Seattle, steht kurz vor einer Beförderung und ist mit einem sehr erfolgreichen Baseballspieler verlobt. Aber als ihr bei einem Interview mit dem obdachlosen selbsternannten Propheten Jack verkündet wird, dass sie nur noch eine Woche zu leben habe, wird ihre heile Welt auf den Kopf gestellt.
Zunächst gerät Kerrigan in Panik und versucht, sich gegen diese Vorstellung zu wehren. Doch als sich zwei weitere Prophezeiungen des Propheten am nächsten Tag erfüllen, muss sie sich damit abfinden und versucht ihr Leben zu verändern.
Die weitere Handlung dreht sich um ihre Bemühungen, innerhalb dieser Woche ihre in der Vergangenheit gemachten privaten und beruflichen Versäumnisse nachzuholen und Prioritäten zu korrigieren. Von ihrer Familie und ihrem Verlobten erhält sie dabei allerdings nur wenig Unterstützung. Dafür überraschend von ihrem bisherigen Erzfeind, Kameramann Pete, dem ihre scheinbare Oberflächlichkeit bislang zuwider war. Er zeigt der unsicheren Lanie, was sie vorher verlernt hatte: Das Leben einfach so, wie es kommt, zu genießen und das Beste daraus zu machen.
Nur ihr Lebenstraum, im landesweiten Fernsehen zu erscheinen, scheint in weite Ferne gerückt. So begeht sie berufliche Fehler. Sie erscheint angetrunken vor der Kamera, als sie streikende Busfahrer interviewen soll, singt sie spontan (I Can’t Get No) Satisfaction von The Rolling Stones und verwandelt so die Demonstration in ein Rockkonzert. Nachdem zahlreiche Sender über den Vorfall berichten, glaubt sie, ihre Karriere wäre dadurch beendet. Doch dank der neuen Popularität bekommt sie doch ihren Traumjob als Fernsehmoderatorin in New York City.
Ihr erstes Interview führt sie mit der abgebrüht wirkenden Karriere-Journalistin Deborah Connors, aus der sie eine emotionale Bilanz ihres Lebens heraus lockt, indem sie Connors damit konfrontiert, dass diese zugunsten ihrer Karriere ihren Verlobten verließ und allein blieb. Statt ein daraufhin vom Chef des Senders angebotenes Gespräch zur weiteren Karriere zu führen, beschließt Lanie die Rückkehr nach Seattle. Aber auf der Straße wird sie – am Tag ihres vorhergesagten Todes – von einer verirrten Kugel lebensgefährlich verletzt und landet in einem New Yorker Krankenhaus, wo Pete an ihrem Bett wacht und ihr seine Liebe gesteht. Sie überlebt – somit „starb“ nur die karrierefixierte Lanie. Die „geläuterte Lanie“ beginnt in Seattle ein glückliches Leben mit einem ausgewogenen Verhältnis von Berufs- und Privatleben, indem sie beim örtlichen Fernsehsender als Moderatorin arbeitet und ihr gemeinsames Leben mit Pete und seinem Sohn genießt.

## Sonstiges
- Untertitel: Destiny is what you make of it (Schicksal ist was man daraus macht).
- Ein Großteil des Films wurde an Originalschauplätzen in Seattle (Washington, USA) gedreht, weitere Teile im nahen Vancouver (Kanada).
- Als Kulisse wurde das Fernsehstudio des echten Senders KOMO-TV verwendet und alle Logos im Studio, auf Fahrzeugen und Ausstattung nur unwesentlich in KQMO verändert.[2]
- Auch einige echte Moderatoren und Wetteransager von KOMO-TV haben Gastauftritte im Film.
- Die normalerweise brünette Hauptdarstellerin Angelina Jolie trägt für diese Rolle die Haare platinblond gefärbt.
- Der Film erzielte im Kino ein Einspielergebnis von knapp 14,5 Mio. US-Dollar, für einen Film mit Angelina Jolie ein Wert unter dem Durchschnitt.[3]

## Kritik
Das Lexikon des Internationalen Films sah den Film „in der Tradition der Screwball Comedy“ und bemängelte, dass „durch die Einbeziehung der fantastischen Elemente einiges an Leichtigkeit und Logik verloren“ gehen würde; auch darstellerisch bliebe der Film „blass“.

## Preise/Nominierungen
Angelina Jolie wurde für ihre Rolle 2003 für den Anti-Filmpreis Goldene Himbeere nominiert, unterlag aber gegen Britney Spears (Not a Girl – Crossroads) und Madonna (Swept Away).